# Лобай, Иван Владимирович
Ива́н Влади́мирович Лоба́й (укр. Іван Володимирович Лобай; род. 21 мая 1996, Червоноград, Львовская область) — украинский футболист, защитник

## Игровая карьера
Футболом начинал заниматься в родном Червонограде, после чего решил попробовать свои силы в академии львовских «Карпат». На отбор талантов в эту школу, который проводил Роман Гнатив одновременно с Лобаем пришло более 400 претендентов. В итоге обучение во Львове продолжили только 20 человек, в числе которых был и Лобай. После окончания обучения футболист был зачислен в юношеский состав «бело-зелёных» команды, которым руководил Андрей Тлумак. Вскоре юношей «Карпат» возглавил Игор Йовичевич, с которым команда выиграла бронзовые медали чемпионата Украины 2013/14. После этого успеха Йовичевич сменил Александра Севидова на посту главного тренера команды Премьер-лиги.
Летом 2014 года Лобая, лишь в мае отметившего 18-летие, ни разу не игравшего даже за команду 21-летних, во время тренировочных матчей Игорь Йовичевич постоянно наигрывал в основе на позиции правого защитника. Уже в первом туре сезона 2014/15 Лобай отыграл все 90 минут матча Премьер-лиги против «Говерлы». В следующем туре против донецкого «Металлурга» футболист также вышел в основе, но на 65-й минуте был заменён на Амбросия Чачуа. Остаток сезона провёл в молодёжной и юношеской командах.
В 2019—2020 годах в течение полутора сезонов выступал в высшей лиге Эстонии за «Нымме Калью».
10 января 2021 года подписал контракт с украинским клубом «Львов». Контракт рассчитан до лета 2023 года. 2 апреля 2021 года дебютировал за «Львов» в рамках Украинской Премьер-Лиги в выездном матче против «Днепра-1» (1:5), выйдя на замену на 87-й минуте вместо Энеса Махмутовича. 27 мая 2021 года покинул «Львов», не став продлевать с клубом контракт по обоюдному соглашению. Всего в составе команды провёл 5 матчей в УПЛ.